# Hans Carstens (Landrat)
Hans Carstens (* 25. August 1896 in Oldenburg; † 1975) war ein deutscher Kommunalpolitiker (NSDAP). Er war in der NS-Zeit Amtshauptmann im Amt Wesermarsch bzw. Landrat im Landkreis Wesermarsch.

## Leben
Nach dem Schulbesuch schlug er eine Verwaltungslaufbahn ein und stieg bis zum Oberregierungsrat im Reichs- und Preußischen Ministerium des Innern in Berlin auf. Im Juni 1937 wurde er als Amtshauptmann im Amt Wesermarsch eingesetzt. Am 26. Juli 1937 beantragte er die Aufnahme in die NSDAP und wurde rückwirkend zum 1. Mai desselben Jahres aufgenommen (Mitgliedsnummer 4.211.157). Das Amt wurde 1939 in Landkreis Wesermarsch umbenannt und Carstens damit Landrat. Als solcher war er Mitglied des Verwaltungsrats der Staatlichen Kreditanstalt Oldenburg-Bremen, Bremen.
1943 wurde er in den Aufsichtsrat der Energieversorgung Weser-Ems gewählt.
Nach Ende des Zweiten Weltkrieges lebte er als Regierungsdirektor a. D. in Oldenburg.